# Ivan Horn
Ivan Horn (11. října 1946 – 7. listopadu 2007) byl slovenský fotbalista, záložník a obránce. Po skončení aktivní kariéry působil jako trenér v nižších soutěžích a v Nitře.

## Fotbalová kariéra
V československé lize hrál za AC/Plastiku Nitra. V lize nastoupil během 7 sezón ke 178 utkáním a dal 16 gólů.

## Ligová bilance
| Ročník                                   | Zápasy | Góly | Klub              |
| ---------------------------------------- | ------ | ---- | ----------------- |
| 1. československá fotbalová liga 1971/72 | 21     | 3    | TJ AC Nitra       |
| 1. československá fotbalová liga 1972/73 | 26     | 5    | TJ AC Nitra       |
| 1. československá fotbalová liga 1973/74 | 28     | 4    | TJ AC Nitra       |
| 1. československá fotbalová liga 1974/75 | 28     | 2    | TJ AC Nitra       |
| 1. československá fotbalová liga 1979/80 | 27     | 1    | TJ Plastika Nitra |
| 1. československá fotbalová liga 1980/81 | 26     | 1    | TJ Plastika Nitra |
| 1. československá fotbalová liga 1981/82 | 22     | 0    | TJ Plastika Nitra |
| CELKEM 1. liga                           | 178    | 16   |                   |